# Вісник Харківської державної академії культури
Вісник Харківської державної академії культури — фаховий збірник наукових праць України, заснований Харківською державною академією культури (ХДАК) у 1999 році. Збірник є продовженням республіканського науково-методичного збірника «Бібліотекознавство і бібліографія», який упродовж 1964—1992 років виходив на базі Харківського державного інституту культури. Виходить 2 рази на рік: червень і грудень.

## Тематика
У науковому збірнику розглядаються методологічні, історичні, теоретичні, методичні й організаційні проблеми інформаційної, бібліотечної діяльності, а також сучасні тенденції розвитку інформатики й інформаційної діяльності та наук соціально-комунікаційного циклу.
Основні розділи:
- Теорія та історія соціальних комунікацій;
- Теоретико-методологічні засади книгознавства, бібліотекознавства та архівознавства;
- Прикладні соціокомунікаційні технології[3].

Збірник наукових праць «Вісник Харківської державної академії культури» підтримує Будапештську ініціативу відкритого доступу ВОАІ (Budapest Open Access Initiative).

## Редакційна колегія
Головний редактор — Соляник А. А., доктор педагогічних наук, професор, проректор з наукової роботи, Харківська державна академія культури.
Заступник головного редактора — Давидова І. О., доктор наук із соціальних комунікацій, професор, Харківська державна академія культури.
Відповідальний секретар — Шелестова А. М., кандидат наук із соціальних комунікацій, доцент, кафедра інформаційних технологій, Харківська державна академія культури.
Редакційна колегія:
Бездрабко В. В., доктор історичних наук, професор, Київський національний університет культури і мистецтв.
Білущак Т. М., кандидат історичних наук, асистент кафедри соціальних комунікацій та інформаційної діяльності, Національний університет «Львівська політехніка».
Войцеховська М., доктор габілітований, Гданський університет, Польща.
Гранчак Т. Ю., доктор наук із соціальних комунікацій, старший науковий співробітник, Національна бібліотека України ім. В. І. Вернадського.
Коробійчук І., доктор технічних наук, професор, Варшавський політехнічний університет, Польща.
Кушнаренко Н. М., доктор педагогічних наук, професор, Харківська державна академія культури.
Лоренз Б., доктор філософії, доцент, Університет прикладних наук у галузі державного управління і правових питань, Німеччина.
Мазур П., доктор педагогічних наук, професор, Державна вища професійна школа в Холмі, Польща.
Мар'їна О. Ю., доктор наук із соціальних комунікацій, доцент, Харківська державна академія культури.
Федушко С. С., кандидат технічних наук, доцент кафедри соціальних комунікацій та інформаційної діяльності Інституту гуманітарних та соціальних наук Національного університету «Львівська політехніка».

## Вісник в науці
Збірник увійшов до переліку наукових фахових видань України (категорія Б, наказ Міністерства освіти і науки України від 9 лютого 2021 року, № 157), в яких публікуються основні наукові результати дисертацій на здобуття наукових ступенів доктора і кандидата наук із соціальних комунікацій, історичних і педагогічних наук (до 2015 року). Із 2015 року «Вісник ХДАК» виходить серіями, головною є «Соціальні комунікації».
Вісник Харківської державної академії культури поданий на порталі Національної бібліотеки України імені В. І. Вернадського в інформаційному ресурсі «Наукова періодика України», в реферативних базах «Україніка наукова» та «Джерело». Індексується в наукометричних базах «WorldCat», «Index Copernicus International», Directory of Open Access Journals (DOAJ), Directory of Open Access Scholarly Resources (ROAD) та в пошукових системах «Google Scholar», «BASE».